# نرم‌تن رقاص
نرم‌تن رقاص (نام علمی: Hexabranchus sanguineus) نام یک گونه از فروراسته دریالیموسانان است.